# Мілош Голань
Мілош Голань (чеськ. Miloš Holaň; 22 квітня 1971, м. Біловець, ЧССР)  — чеський хокеїст, тренер. Головний тренер ХК «Вітковиці» в чемпіонаті Чеської Екстраліги.

## Ігрова кар'єра
Професіональну ігрову кар'єру він розпочав у 1985 році у складі ХК «Вітковиці». За цей клуб Мілош відіграв 7 сезонів (із перервами). В 1992—1993 рр., виступаючи за «Вітковиці», Голань став рекордсменом екстраліги : за один сезон у 53 матчах чемпіонату він заробив 68! (35+33) пунктів. Поки жоден захисник у чеському чемпіонаті не зумів подолати цю позначку. У цьому ж сезоні гравця назвали хокеїстом року в Чехословаччині.
На драфті НХЛ 1993 року був обраний у 3 раунді під загальним 77 номером командою «Філадельфія Флайєрс». Одночасно з «Флайєрс» він грав у Національній хокейній лізі за «Майті Дакс оф Анагайм»: зіграв 49 ігор регулярного сезону, закинув 5 шайб, віддав 11 передач, заробивши 16 очок і зібравши 42 хвилини штрафу.
За збірні Чехії й Чехословаччини зіграв 22 поєдинки (15 (6+9) очок). Через хворобу захисникові довелося спочатку провести в госпіталі два сезони, а далі й зовсім попрощатися з професіональною кар'єрою гравця.
З 2000 року Мілош Голань став працювати тренером у дитячій школі ХК «Вітковиці». З 2004 по 2007 роки був асистентом Владіміра Вуйтека в цьому клубі. Вперше очолив команду в сезоні 2007—2008 — первістком став норвезький «Ліллехаммер». Далі працював головним тренером у словацькому «Зволені» і чеських — «Спарті» і ХК «Млада-Болеслав».